# Забаба-шум-иддин
Забаба-шум-иддин (Zababa-šuma-iddina; букв. «Забаба имя дал») — касситский царь Вавилонии, правил приблизительно в 1161 — 1160 годах до н. э. Не упоминается ни в одном современном ему тексте.
В правление Забаба-шум-иддина эламский царь Шутрук-Наххунте I предпринял поход вверх по реке Диз, по дороге через Каринташ, верховья Диялы и саму долину Диялы, включая Туплиаш-Эшнунну, переправился через Тигр и занял Дур-Куригальзу, Упи (Опис), Сиппар, а затем, по-видимому, и Киш, разрезав Нижнюю Месопотамию пополам. После того, как эламиты захватили Вавилон, Забаба-шум-иддин был низложен, едва успев процарствовать год.
Города Нижней Месопотамии подверглись жесточайшему погрому и грабежу. Эламиты уносили не только материальные ценности, но и статуи богов и царей, памятники старины (в частности обелиск Маништушу, стела с законами Хаммурапи и т. п.). Города Вавилонии были обложены данью серебром и золотом, а царём Вавилона Шутрук-Наххунте I назначил своего сына Кутир-Наххунте.
Данные о количестве лет его правления не сохранились.